# Luxemburgs filmhistoria
Luxemburgs filmindustri är väldigt blygsam, men man får ta hänsyn till att landet bara har cirka 400 000 invånare. Dock har många filmer gjorts där genom åren, både av inhemska och av utländska filmmakare. 
1993 vann Dammentour (regisserad av Paul Scheuer (AFO-Productions) och Hochzäitsnuecht (regisserad av Paul Cruchten) pris på Max Ophüls Festival i Saarbrücken.

## Lista över inhemska filmer gjorda i Luxemburg
- Il est un petit pays (1937) regisserad av René Leclère
- L'amour, oui! mais...(1970) regisserad av Philippe Schneider
- Wat huet e gesot? (1981) regisserad av Paul Scheuer, Georges Fautsch och Maisy Hausemer
- When the Music's Over (1981) regisserad av Andy Bausch  (8 mm)
- E Fall fir sech (1984) regisserad av Menn Bodson och Marc Olinger, medverkande Josiane Peiffer och René Pütz
- Congé fir e Mord  (1983) regisserad av Paul Scheuer, medverkande Josiane Peiffer och Paul Scheuer
- Déi zwéi vum Bierg (1985) regisserad av Menn Bodson, Gast Rollinger och Marc Olinger, medverkande Fernand Fox
- Gwyncilla, Legend of Dark Ages (1986) regisserad av Andy Bausch, medverkande Géraldine Karier och Thierry van Werveke
- Die Reise das Land  (1986) regisserad av Paul Kieffer och Fränk Hoffmann medverkande Mathias Kniesbeck och André Jung
- Troublemaker (1988) regisserad av Andy Bausch, medverkande Thierry van Werveke och Jochen Senf
- De falschen Hond (1989) regisserad av Menn Bodson, Gast Rollinger och Marc Olinger, medverkande André Jung
- Mumm Sweet Mumm (1989) regisserad av Paul Scheuer, Georges Fautsch och Maisy Hausemer medverkande Josiane Peiffer
- A Wopbopaloobop A Lopbamboom (1989)  regisserad av Andy Bausch medverkande Désirée Nosbusch, Sabine Berg och Thierry van Werveke
- Schacko Klak (1990) regisserad av Paul Kieffer och Fränk Hoffmann, medverkande André Jung, Paul Greisch och Myriam Muller
- Hochzäitsnuecht (1992) regisserad av Pol Cruchten, medverkande Myriam Muller och Thierry van Werveke
- Dammentour (1992) regisserad av Paul Scheuer, Georges Fautsch och Maisy Hausemer, medverkande Josiane Peiffer och Germain Wagner
- Three Shake-a-leg-steps to Heaven (1993) regisserad av Andy Bausch, medverkande Thierry van Werweke, Udo Kier, Eddie Constantine och Désirée Nosbusch
- Back in Trouble (1997) regisserad av Andy Bausch, medverkande Thierry van Werveke och Moritz Bleibtreu
- Elles (1997) regisserad av Luis Galvão Teles, medverkande Miou-Miou, Marthe Keller och Marisa Berenson
- La Cour des Miracles (1998) regisserad av Patrick Védie och Micaele Chiocci
- Le Club des Chômeurs (2001) regisserad av  Andy Bausch, medverkande Thierry van Werveke, André Jung och Myriam Muller
- Rendolepsis (2003) regisserad av Marc Barnig
- Duell (2003) medverkande Carlo Pallucca och Thierry Stoffel
- La Revanche (2004) regisserad av Andy Bausch, medverkande Thierry van Werveke, André Jung och Sascha Ley
- Elégant (2005) regisserad av Daniel Wiroth
- Something About Pizza (2005) regisserad av Olivier Koos; producerad av Patrick Védie
- Zombiefilm (2005) regisserad av Patrick Ernzer & Mike Tereba
- Pol62 (Aarbechtstitel) (2006) regisserad av Pol Cruchten - am Tournage.
- E Liewe laang (?)
- Who's Quentin? (2006) regisserad av Sacha Bachim

## Lista över utländska filmer gjorda i Luxemburg

### Kanada
- Falling Through (2000) - regisserad av Colin Bucksey, medverkande James West och Marjo Baayen

### Frankrike
- Une liaison pornographique (1999) - regisserad av Frédéric Fonteyne, medverkande Nathalie Baye och Sergi López

### Storbritannien
- 8½ kvinnor  (1999) - regisserad av Peter Greenaway, medverkande John Standing och Matthew Delamere
- Dog Soldiers (2002) - regisserad av Neil Marshall, medverkande Kevin McKidd och Sean Pertwee

### USA
- The Diva of Mars (1980) - regisserad av Andy Chagny
- A House in the Hills (1993) - regisserad av Ken Wiederhorn, medverkande Michael Madsen och Helen Slater
- En amerikansk varulv i Paris (1997) - regisserad av Anthony Waller, medverkande Tom Everett Scott och Julie Delpy
- The First 9 1/2 Weeks (1998) - regisserad av Alex Wright, medverkande Paul Mercurio, Clara Bellar och Malcolm McDowell
- Fortress 2 (1999) - regisserad av Geoff Murphy, medverkande Christophe Lambert
- The New Adventures of Pinocchio (1999) - regisserad av Michael Anderson
- New World Disorder (1999) - regisserad av Richard Spence, medverkande Rutger Hauer, Andrew McCarthy och Tara Fitzgerald
- Wing Commander (1999) - regisserad av Chris Roberts, medverkande Freddie Prinze, Jr., Saffron Burrows och Matthew Lillard
- Shadow of the Vampire (2000) - regisserad av E. Elias Merhige, medverkande John Malkovich och Willem Dafoe
- CQ (2001) - regisserad av Roman Coppola, medverkande Jeremy Davies och Angela Lindvall
- Flicka med pärlörhänge (2003)  - regisserad av Peter Webber, medverkande Scarlett Johansson, Colin Firth, Tom Wilkinson och Cillian Murphy
- Köpmannen i Venedig (2004) - regisserad av Michael Radford, medverkande Al Pacino, Jeremy Irons och Joseph Fiennes